# Angelo Landi
Angelo Ignazio Giuseppe Landi (Salò, 17 giugno 1879 – Salò, 15 dicembre 1944) è stato un pittore italiano.

## Biografia
Nasce il 17 giugno del 1879, alle 6 del mattino, gemello primogenito di Landi Giulia Lucia, a Salò in Contrada del Duomo, al n. 415.
Viene avviato dal padre agli studi all'Università Cà Foscari di Venezia, ma si trasferisce a Milano per iscriversi all'Accademia di belle arti. Infine diviene Accademico di Brera. In questo periodo l'artista esprime il meglio di sé. Tra i suoi primi ritratti, composti tra la fine del XIX secolo e i primi anni del '900, ricordiamo il "Ritratto dell'anatomico" (1902-1903), "Il violinista", "Affanno", "La giovinetta". In particolare "il violinista" andrà ad arricchire il museo d'arte moderna di Madrid. Da un raffronto recente tra il quadro del "violinista" senza nome, ed alcune fotografie d'epoca, pare che il ritratto sia compatibile con quello fotografico del musicista francese Jacques Thibaud nato a Bordeaux nel 1880 e morto tragicamente in un disastro aereo nel 1953). 
I ritratti del Landi vanno ovunque, da Parigi a Buenos Aires, dal Cairo a Londra, dal Garda a Milano. Fu anche pittore di guerra (1915-18), di cui dipinse le scene più tremende in una serie ricchissima di olii. Il Landi nel corso della I Guerra Mondiale fu richiamato col grado di caporale di artiglieria e addetto all'Ufficio Stampa e Propaganda del Comando Supremo. Di queste opere, che pare avessero raggiunto il numero di 400,  ne conosciamo oggi poco più di una trentina fra disegni e olii. Ricordiamo "Taglio dei reticolati" (1915-1918), "Cavallegere ferito" (1917), "Trincea nelle neve" (1915-1918), "Marcia in montagna" (1915-1918), "Soldato morto"(1915-1918), "Riposo in trincea"(1915-1918) "Soldati"(1915-1918), "Vita in trincea - La caccia ai pidocchi" (1915-1918), "A quota 144.dopo l'azione" (1915-1918), "Notti padovane(1918),"Rovine" (1915-1918), "Battaglia della Sernaglia" (1918), "Accampamento" (1915-1918), "La strada di Pordenone durante la fuga austriaca" (1915-1918), "Il predestinato in una caverna" (1916),"Scena di battaglia con carri e cavalli" (1917),"A Bosco Cappuccio"(1918), "L'isola dei morti - Piave-", "La vedetta sul Pecinka", "Mano attaccata ai reticolati" e molti altri. Fra le sue opere più conosciute è il grande affresco della cupola della Basilica di Pompei, ove l'autore ha dipinto ben 360 figure, su una superficie di 509 m², vincendo un concorso.
L'artista morì il 15 dicembre 1944 nella sua casa del Carmine, lasciando alcuni lavori al Vittoriale e all'hotel Savoy di Gardone Riviera (1925)], All'hotel Golfo (già Villa Bianchi) di Maderno (1943-1944) dipinse "la leggenda di Engadina", all'hotel Laurin di Salò dipinse l'"Allegoria della Riviera, al Palazzo Comunale di Salo'(Soffitto dello Scalone) dipinse la "Gloria della Magnifica Patria")  all'hotel Victoria (successivamente Bar del Golfo, ora Bar Serenissima) sempre a Salò dipinse il soffitto della sala terrena con l'allegoria delle bellezze del Garda in forma di giovani donne sedute sulle nuvole, fra fiori e amorini.
Massone, membro del Grande Oriente d'Italia, in una lettera di Giovanni Lentini il Giovane  al Gran Maestro Ettore Ferrari del 13 febbraio 1913  fu proposto come membro di un'associazione chiamata "Famiglia artistica", costituita da fratelli artisti.